# Michael Garicoits

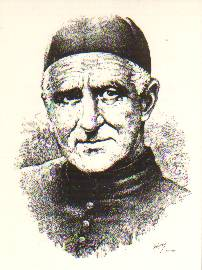
Michel Garicoits

Michael Garicoits, französisch Michel Garicoïts (* 15. April 1797 in Ibarre, Baskenland (Frankreich); † 14. Mai 1863 in Bétharram, Département Pyrénées-Atlantiques) war ein französischer katholischer Priester und als Gründer und erster Superior der Genossenschaft der Priester des heiligsten Herzen Jesu von Bétharram ein Wegbereiter des christlichen Schulunterrichts. Er wurde von der katholischen Kirche heiliggesprochen.

## Leben

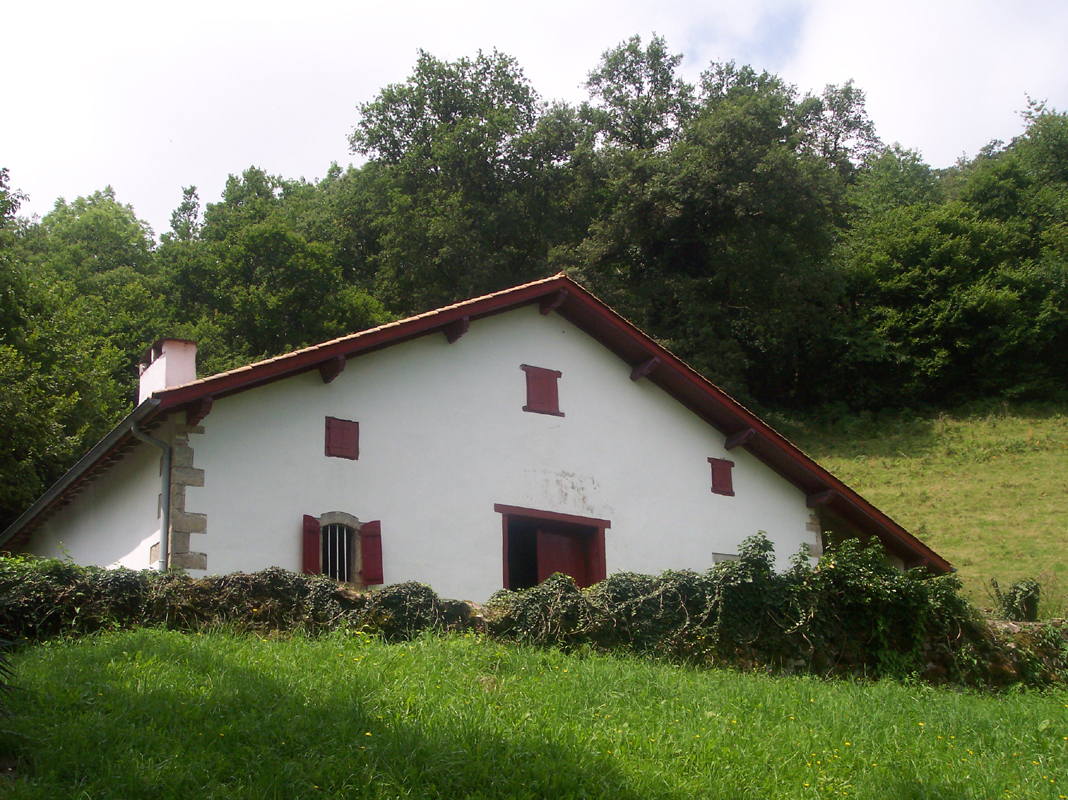
Geburtshaus von Michael Garicoits in Saint-Just-Ibarre

Der Sohn eines kleinen Landwirtes wurde am 20. Dezember 1823 in Bayonne zum Priester geweiht. 1825 wurde er als Ökonom und Theologieprofessor an das heruntergekommene Priesterseminar von Bétharram berufen und 1831 dessen Regens. Als das Priesterseminar nach Bayonne verlagert wurde, blieb er in Bétharram als Priester an einer Wallfahrtskirche. Später wurde er Direktor des Wallfahrtsortes und Seelsorger der Ordensgemeinschaft der „Kreuztöchter“ (Congrégation des Filles de la Croix; auch „Andreas-Schwestern“ genannt) und deren Gründerin, der hl. Johanna Elisabeth Bichier des Ages. Diese unterstützte entscheidend seinen Plan, eine Priestervereinigung zu gründen, die den christlichen Schulunterricht fördern sollte. Der Ortsbischof genehmigte das Projekt, und 1835 gründete Garicoits mit fünf Priestern ein Institut, das 1841 den endgültigen Namen Societas Sacratissimi Cordis Iesu - Bétharram (SJC) (Genossenschaft der Priester des heiligsten Herzens Jesu von Bétharram) annahm.
Die Priestervereinigung breitete sich rasch im Südwesten Frankreichs aus und später in Südamerika, vor allem in Argentinien und Uruguay.
Michael Garicoits wurde am 15. März 1923 durch Papst Pius XI. selig- und am 6. Juli 1947 durch Papst Pius XII. heiliggesprochen. Sein Gedenktag ist der 14. Mai.